# The World Is Yours 2
The World Is Yours 2 è il secondo album in studio del rapper statunitense Rich the Kid, pubblicato nel 2019.

## Tracce
1. World Is Yours 2 (Intro) – 2:12
2. Slide – 2:48
3. Splashin – 2:57
4. Fall Threw (featuring Young Thug & Gunna) – 3:09
5. Save That – 2:30
6. Two Cups (featuring Offset & Big Sean) – 3:05
7. Racks Today – 2:35
8. Woah (featuring Miguel & Ty Dolla Sign) – 2:52
9. Tic Toc (with Tory Lanez) – 2:30
10. Wrong Thing (featuring Nav) – 2:30
11. 4 Phones – 3:37
12. Rockets (featuring Takeoff & Lil Pump) – 3:02
13. Like Mike (featuring Jay Critch & A Boogie wit da Hoodie) – 2:41
14. Racks Out – 2:35
15. Ring Ring (featuring Vory) – 2:47
16. For Keeps (featuring YoungBoy Never Broke Again) – 2:56